# Nossa História (álbum de Sandy & Junior)
Nossa História (Ao Vivo) (também conhecido como Nossa História – Ao Vivo em São Paulo) é o quinto álbum ao vivo da dupla brasileira Sandy & Junior, lançado em formato digital pela Universal Music e em vídeo no serviço de streaming Globoplay em 17 de julho de 2020. Foi gravado em 12 e 13 de outubro de 2019 no estádio Allianz Parque em São Paulo durante a turnê comemorativa que leva o mesmo nome. A produção visual ficou por conta de Raoni Carneiro, Douglas Aguillar e Celso Bernini, enquanto a produção musical teve como responsável Lucas Lima.
Uma edição especial em caixa triangular foi lançada no dia 2 de maio de 2021, contendo o show em CD duplo e DVD, além de itens de colecionador que fizeram parte da turnê.

## Antecedentes
Após o anúncio da separação e do lançamento do último álbum em dupla, o Acústico MTV (2007), os irmãos lançaram a turnê de mesmo nome, sendo finalizada em 18 de dezembro de 2007, encerrando as atividades da dupla. Em 2019, estreou a turnê Nossa História e no ano seguinte foi lançada a série documental Sandy & Junior: A História pelo Globoplay.

## Desenvolvimento
O álbum foi gravado durante a turnê Nossa História em 12 e 13 de outubro de 2019 no Allianz Parque em São Paulo, — dois dos quatro shows que a dupla fez no Allianz — contou com os principais sucessos da dupla, tendo como diretor musical Lucas Lima, sendo produzido pela Gogacine e distribuido pelo serviço de streaming Globoplay. Apesar de ter sido gravado na capital paulista, durante a canção "Inesquecível", são exibidas imagens de todas as cidades pelas quais a turnê passou.

## Divulgação
Em 12 de julho de 2020, foi lançado o vídeo de abertura do show no canal oficial da dupla; em 15 de julho, foi a vez do trailer do DVD ser lançado e em 16 de julho, — um dia antes do lançamento do álbum — a dupla disponibilizou o vídeo ao vivo da canção "Quando Você Passa (Turu Turu)", como primeiro single promocional.
O segundo single promocional, "Libertar", foi lançado em 21 de agosto de 2020.
O show foi exibido pela TV Globo no dia 30 de maio de 2021.

## Lista de faixas
| Nossa História (Ao Vivo) – DVD |                                                                                  |         |  |
| N.º                            | Título                                                                           | Duração |  |
| 1.                             | "Nossa História (Abertura)"                                                      | 3:55    |  |
| 2.                             | "Não Dá pra não Pensar"                                                          | 4:02    |  |
| 3.                             | "Nada Vai Me Sufocar"                                                            | 5:36    |  |
| 4.                             | "No Fundo do Coração"                                                            | 3:43    |  |
| 5.                             | "Estranho Jeito de Amar"                                                         | 4:20    |  |
| 6.                             | "Olha o Que o Amor Me Faz / Citação: All by Myself"                              | 4:49    |  |
| 7.                             | "Nada É por Acaso"                                                               | 4:10    |  |
| 8.                             | "Love Never Fails"                                                               | 4:07    |  |
| 9.                             | "As Quatro Estações"                                                             | 5:29    |  |
| 10.                            | "Aprender a Amar"                                                                | 3:45    |  |
| 11.                            | "Imortal"                                                                        | 4:12    |  |
| 12.                            | "Libertar"                                                                       | 5:27    |  |
| 13.                            | "Galerinha Mais ou Menos"                                                        | 2:45    |  |
| 14.                            | "Eu Acho Que Pirei"                                                              | 3:03    |  |
| 15.                            | "Beijo é Bom / Etc... e Tal / Vai Ter Que Rebolar / Dig-Dig-Joy / Eu Quero Mais" | 4:13    |  |
| 16.                            | "Enrosca"                                                                        | 3:17    |  |
| 17.                            | "Solo de Bateria"                                                                | 5:23    |  |
| 18.                            | "A Gente Dá Certo"                                                               | 8:20    |  |
| 19.                            | "Você pra Sempre (Inveja)"                                                       | 2:03    |  |
| 20.                            | "Ilusão"                                                                         | 2:13    |  |
| 21.                            | "Não Ter"                                                                        | 2:49    |  |
| 22.                            | "Era Uma Vez..."                                                                 | 1:28    |  |
| 23.                            | "O Amor Faz"                                                                     | 2:16    |  |
| 24.                            | "Inesquecível"                                                                   | 4:36    |  |
| 25.                            | "Super-Herói (Não É Fácil)"                                                      | 4:30    |  |
| 26.                            | "A Lenda"                                                                        | 4:29    |  |
| 27.                            | "Cai a Chuva / Me Diz / Citação: Não Posso Mais"                                 | 5:07    |  |
| 28.                            | "Fãs de Sandy e Junior"                                                          | 2:49    |  |
| 29.                            | "Quando Você Passa (Turu Turu)"                                                  | 3:37    |  |
| 30.                            | "Desperdiçou"                                                                    | 3:24    |  |
| 31.                            | "Vâmo Pulá!"                                                                     | 4:28    |  |
| 32.                            | "Créditos"                                                                       | 2:09    |  |
| Duração total:                 | Duração total:                                                                   | 2:06:49 |  |

| Nossa História (Ao Vivo) – CD 1 |                                                                                  |         |  |
| N.º                             | Título                                                                           | Duração |  |
| 1.                              | "Não Dá Pra Não Pensar (Prelúdio)"                                               | 0:47    |  |
| 2.                              | "Não Dá pra não Pensar"                                                          | 3:19    |  |
| 3.                              | "Nada Vai Me Sufocar"                                                            | 4:07    |  |
| 4.                              | "No Fundo do Coração"                                                            | 3:40    |  |
| 5.                              | "Estranho Jeito de Amar"                                                         | 4:25    |  |
| 6.                              | "Olha o Que o Amor Me Faz / Citação: All by Myself"                              | 3:30    |  |
| 7.                              | "Nada É por Acaso"                                                               | 4:09    |  |
| 8.                              | "Love Never Fails"                                                               | 4:09    |  |
| 9.                              | "As Quatro Estações"                                                             | 3:59    |  |
| 10.                             | "Aprender a Amar"                                                                | 3:45    |  |
| 11.                             | "Imortal"                                                                        | 4:12    |  |
| 12.                             | "Libertar"                                                                       | 5:26    |  |
| 13.                             | "Eu Acho Que Pirei"                                                              | 3:02    |  |
| 14.                             | "Beijo é Bom / Etc... e Tal / Vai Ter Que Rebolar / Dig-Dig-Joy / Eu Quero Mais" | 4:10    |  |
| 15.                             | "Enrosca"                                                                        | 4:08    |  |
| 16.                             | "Solo de Bateria"                                                                | 3:56    |  |
| 17.                             | "A Gente Dá Certo"                                                               | 5:14    |  |
| Duração total:                  | Duração total:                                                                   | 1:05:48 |  |

| Nossa História (Ao Vivo) – CD 2 |                                                  |         |  |
| N.º                             | Título                                           | Duração |  |
| 18.                             | "Você pra Sempre (Inveja)"                       | 2:05    |  |
| 19.                             | "Ilusão"                                         | 2:10    |  |
| 20.                             | "Não Ter"                                        | 2:50    |  |
| 21.                             | "Era Uma Vez..."                                 | 1:28    |  |
| 22.                             | "O Amor Faz"                                     | 2:52    |  |
| 23.                             | "Inesquecível"                                   | 4:40    |  |
| 24.                             | "Super-Herói (Não É Fácil)"                      | 4:30    |  |
| 25.                             | "A Lenda"                                        | 4:35    |  |
| 26.                             | "Cai a Chuva / Me Diz / Citação: Não Posso Mais" | 4:44    |  |
| 27.                             | "Quando Você Passa (Turu Turu)"                  | 3:42    |  |
| 28.                             | "Desperdiçou"                                    | 3:25    |  |
| 29.                             | "Vâmo Pulá!"                                     | 4:43    |  |
| Duração total:                  | Duração total:                                   | 41:03   |  |

## Histórico de lançamento
| País   | Data                | Formato(s)       | Gravadora | Ref.   |
| ------ | ------------------- | ---------------- | --------- | ------ |
| Mundo  | 17 de julho de 2020 | Download digital | Universal | [ 13 ] |
| Brasil | 2 de maio de 2021   | CD DVD           | Universal | [ 14 ] |

## Músicos participantes
- Edu Tedeschi - guitarra e violão
- Eduardo (Dudinha) Lima – baixo elétrico
- Erik Escobar – teclados
- Guilherme Fonseca – guitarra e violão
- Marinho Lima – bateria
- Milton Guedes – saxofone